# Kartäuserinnenkloster Le Thoronet
Das Kartäuserinnenkloster Le Thoronet (auch: Notre-Dame du Torrent de Vie) ist seit 1978 ein Kloster der  Monastischen Familie von Betlehem, der Aufnahme Mariens in den Himmel und des heiligen Bruno in Le Thoronet, Département Var, Bistum Fréjus-Toulon in Frankreich.

## Geschichte
Bischof Gilles Barthe von Fréjus-Toulon berief 1978 Schwestern der Monastischen Familie von Bethlehem in sein Bistum und siedelte sie wenige hundert Meter entfernt von der ehemaligen Zisterzienserabtei Abbaye du Thoronet an. Die Schwestern, die anfänglich in Behelfsunterkünften wohnten, nannten ihr Kloster Notre-Dame du Torrent de Vie, deutsch: Unserer Lieben Frau vom Lebensquell (oder: Lebensstrom, Lebensbach; torrent = Sturzbach; mit Anklang an Thoronet). Die Schwestern leben heute, nach Art der Kartäuser, in Einzelhäuschen. Die für Besucher teilzugängliche Kirche wurde 2007 fertiggestellt.
1982 besiedelte ein weiterer Konvent der Schwestern von Bethlehem die Kartause von La Verne ebenfalls im Bistum Fréjus-Toulon. Dieses Kloster nennt sich Monastère Notre-Dame de Clémence.